# Liolaemus evaristoi
Liolaemus evaristoi — вид ігуаноподібних ящірок родини Liolaemidae. Ендемік Перу. Описаний у 2018 році.

## Поширення і екологія
Liolaemus evaristoi відомі з типової місцевості, розташованої в районі Пільпічака, в провінції Уайтара в регіоні Уанкавеліка, на висоті 4395 м над рівнем моря.